# 向近敏
向近敏（1914年1月28日—2006年12月31日），中国病毒學家，醫學教育學家。

## 生平
1913年生於湖北汉川。1978年至1986年任湖北醫學院（今武汉大学医学部）教授、病毒研究所所长。
2006年12月31日於湖北武昌逝世。

## 党派
- 中国民主同盟